# Csho Bjongduk
Csho Bjongduk (hangul: 조병득, handzsa: 趙炳得, RR: Cho Byung-deuk; 1958. május 26. –) dél-koreai válogatott labdarúgókapus.

## Pályafutása

### Klubcsapatban
1981 és 1986 között a Hallelujah FC csapatában játszott. 1987 és 1990 között a POSCO Atoms játékosa volt. 1983-ban és 1988-ban bajnoki címet szerzett.

### A válogatottban
1979 és 1989 között 44 alkalommal játszott a dél-koreai válogatottban. Részt vett az 1980-as és az 1988-as Ázsia-kupán, illetve az 1986-os világbajnokságon, de nem lépett pályára egyetlen mérkőzésen sem. Tagja volt az 1988. évi nyári olimpiai játékokon szereplő válogatott keretének is.

## Sikerei, díjai
Hallelujah FC
- Dél-koreai bajnok (1): 1983

POSCO Atoms
- Dél-koreai bajnok (1): 1988

Dél-Korea
- Ázsia-kupa döntős (2): 1980, 1988